# Richmond (Texas)
Richmond es una ciudad ubicada en el condado de Fort Bend en el estado estadounidense de Texas. En el Censo de 2010 tenía una población de 11679 habitantes y una densidad poblacional de 1.053,57 personas por km².

## Geografía
Richmond se encuentra ubicada en las coordenadas 29°34′54″N 95°45′42″O / 29.58167, -95.76167. Según la Oficina del Censo de los Estados Unidos, Richmond tiene una superficie total de 11.09 km², de la cual 10.17 km² corresponden a tierra firme y (8.22%) 0.91 km² es agua.

## Demografía
Según el censo de 2010, había 11679 personas residiendo en Richmond. La densidad de población era de 1.053,57 hab./km². De los 11679 habitantes, Richmond estaba compuesto por el 60.56% blancos, el 17.99% eran afroamericanos, el 0.87% eran amerindios, el 1.04% eran asiáticos, el 0.03% eran isleños del Pacífico, el 17.02% eran de otras razas y el 2.48% pertenecían a dos o más razas. Del total de la población el 55.42% eran hispanos o latinos de cualquier raza.

## Educación

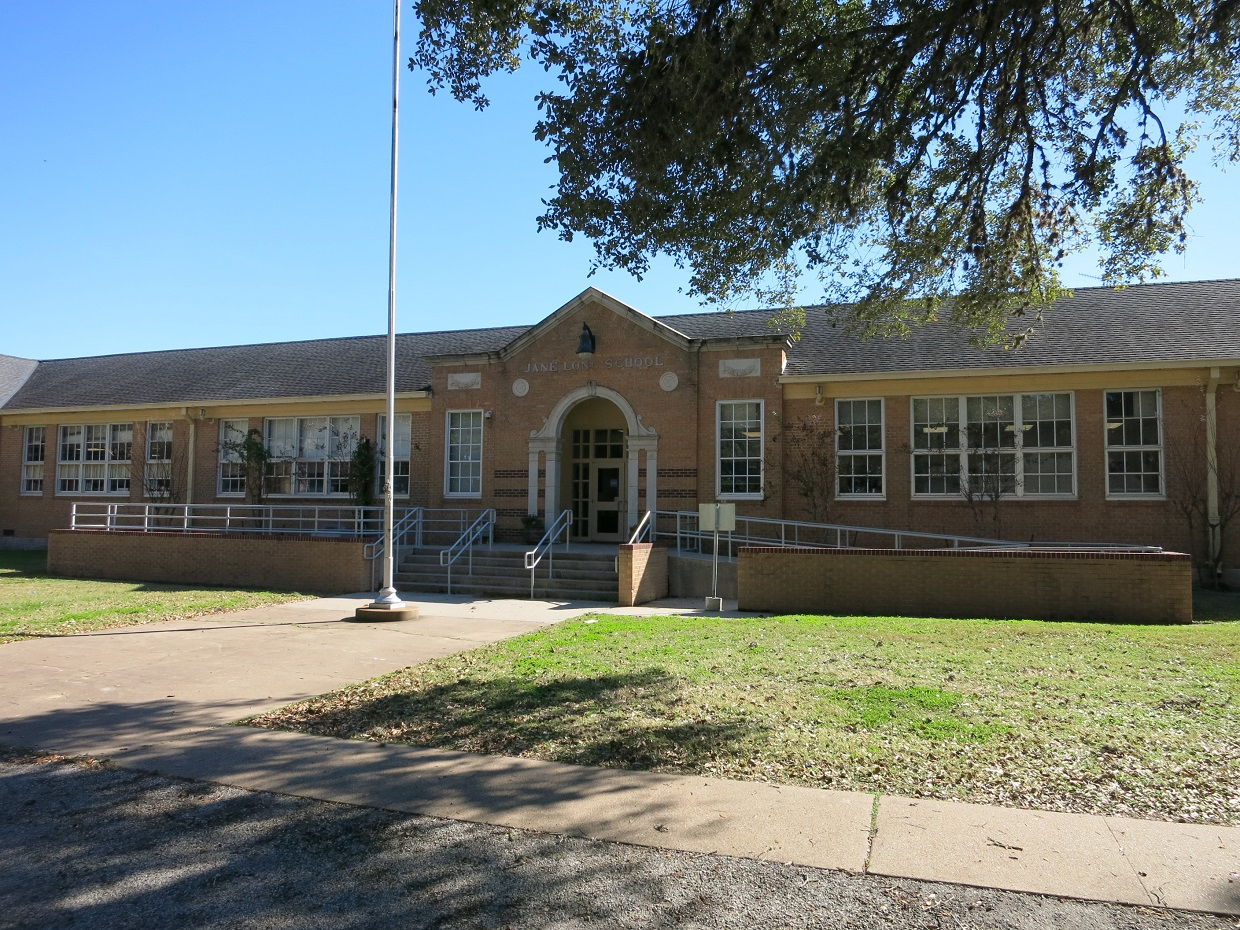
Escuela Primaria Jane Long

El Distrito Escolar Consolidado Independiente Lamar (LCISD) gestiona escuelas públicas.
La Escuela Preparatoria Lamar Consolidated en Rosenberg sirve a la ciudad de Richmond.